# إدوارد غريفين باركر
إدوارد غريفين باركر (بالإنجليزية: Edward Griffin Parker)‏ هو محامي وكاتب وسياسي أمريكي، ولد في 1825 في نيويورك في الولايات المتحدة، وتوفي في 1868. انتخب عضو مجلس نواب ماساتشوستس.